# Бусаровка
Бусаровка — деревня в Аромашевского района Тюменской области, входит в состав Малиновского сельского поселения.
Находиться на берегу реки Илиней. деревня состоит из одной улицы Бусаровская.

## Население
| 1989 | 2002 | 2010 |
| ---- | ---- | ---- |
| 58   | ↘27  | ↘4   |